# Philip Tomalin
Philip Humphreys Tomalin (* 10. April 1856 in London; † 12. Februar 1940 in Bognor Regis) war ein britischer Cricket- und Fußballspieler, der vor allem in Frankreich aktiv war.

## Erfolge
Philip Tomalin wurde in London geboren und zog 1891 nach Frankreich, wo er den Großteil seines Lebens verbrachte. Er nahm als Mitglied einer Mannschaft, die hauptsächlich aus Exil-Briten bestand und durch die Union des sociétés françaises de sports athlétiques (USFSA) ausgewählt wurde, an einem Cricketspiel im Rahmen der Weltausstellung 1900 in Paris teil. Dort traf die Mannschaft auf die Devon & Somerset County Wanderers (D&SCW), die sich auf einer Club-Tour in Frankreich befanden. Die Mannschaft der Union des sociétés françaises de sports athlétiques wurde dabei als Frankreich bezeichnet, der Gegner als England. 1912 wurde die Partie nachträglich als Bestandteil der Olympischen Spiele 1900 klassifiziert. Mit 158 Runs setzte sich das englische Team durch, womit Tomalins Mannschaft, zu der außerdem noch William Anderson, William Attrill, John Braid, W. Browning, Robert Horne, Timothée Jordan, Arthur MacEvoy, Douglas Robinson, H. F. Roques, Alfred Schneidau und Henry Terry gehörten, die Silbermedaille erhielt. Tomalin selbst, der in beiden Innings zum Einsatz kam und die Mannschaft als Kapitän anführte, erzielte insgesamt neun Runs, davon drei im ersten und sechs im zweiten Innings. Gemeinsam mit Arthur MacEvoy und Timothée Jordan war Tomalin Mitglied des Organisationskomitees des Olympischen Cricketturniers.
Ende der 19. Jahrhunderts gehörte Tomalin zu den Pionieren des französischen Fußballs. Er war von 1892 bis 1939 Präsident des Standard AC Paris und gewann mit diesem den Landesmeistertitel des Championnat de France der USFSA. Für seine Verdienste um die Verbesserung der freundschaftlichen Beziehungen zwischen Frankreich und dem Vereinigten Königreich durch den Sport wurde er zum Mitglied der Ehrenlegion ernannt. Zuvor hatte er bereits den Ordre des Palmes Académiques erhalten. Zu Beginn des Zweiten Weltkriegs kehrte Tomalin 1939 zurück ins Vereinigte Königreich, wo er ein Jahr darauf starb.